# Adore Delano
Daniel Anthony « Danny » Noriega, aussi connu sous le nom de scène Adore Delano, est une drag queen et chanteuse américaine. Elle apparaît pour la première fois à la télévision dans la saison 7 de American Idol en 2008. Elle finit par la suite dans le top trois de la sixième saison de RuPaul's Drag Race, et sort dans la foulée son premier album Till Death Do Us Party en 2014.

## Biographie
Daniel Noriega naît le 29 septembre 1989 à Azusa, en Californie. Elle est la cadette d'une famille de cinq enfants et vit entouré de ses deux frères et deux sœurs. Ses parents sont avant tout Latino-Américains, ayant également des origines amérindiennes et allemandes. Son père meurt en août 2014. Elle fait ses études à la Paramount Elementary School, la Center Middle School, et la Sierra High School.

### 2008:American Idol
En 2008, elle apparaît dans la saison 7 de l'émission American Idol, et reste qualifié jusqu'en demi-finale. Elle devient à cette époque connu pour sa personnalité flamboyante et son attitude insolente vis-à-vis du jury, notamment de Simon Cowell. Après avoir regardé l'émission, Rosie O'Donnell l'invite à chanter durant sa croisière R Family Vacations. La présentatrice Ellen DeGeneres l'invite également dans son émission de télévision The Ellen DeGeneres Show.
| Étape     | Thème           | Chanson         | Artiste original             | Résultat |
| --------- | --------------- | --------------- | ---------------------------- | -------- |
| Audition  | Singer's Choice | Proud Mary      | Creedence Clearwater Revival | Qualifié |
| Hollywood | Singer's Choice | When I Need You | Albert Hammond               | Qualifié |
| Top 24    | The 1960s       | Jailhouse Rock  | Elvis Presley                | Sauvé    |
| Top 20    | The 1970s       | Superstar       | Delaney & Bonnie             | Sauvé    |
| Top 16    | The 1980s       | Tainted Love    | Gloria Jones                 | Éliminé  |

### 2009-14:RuPaul's Drag RaceetTill Death Do Us Party
À la suite de sa participation à American Idol, Danny Noriega devient une youtubeur très suivie, se mettant en scène dans des sketchs en tant qu'elle-même, Adore Delano, ou bien un autre de ses personnages, Angel Baby. En juin 2009, Noriega sort le clip de sa chanson "24/7", en duo avec sa sœur Diamonique.
C'est après avoir assisté à une performance d'une drag queen de la deuxième saison de RuPaul's Drag Race, Raven, au club "Micky's" à West Hollywood que Noriega se lance dans une compétition de drag queen qu'organise ledit club, qu'elle gagnera d'ailleurs par la suite. À la suite de cette victoire, Noriega commence à multiplier les performances dans le sud de la Californie en tant qu'Adore Delano. Elle défile même avec d'autres participants de RuPaul's Drag Race pour le défilé du créateur Marco Marco lors de la semaine de la mode de Los Angeles en 2013.

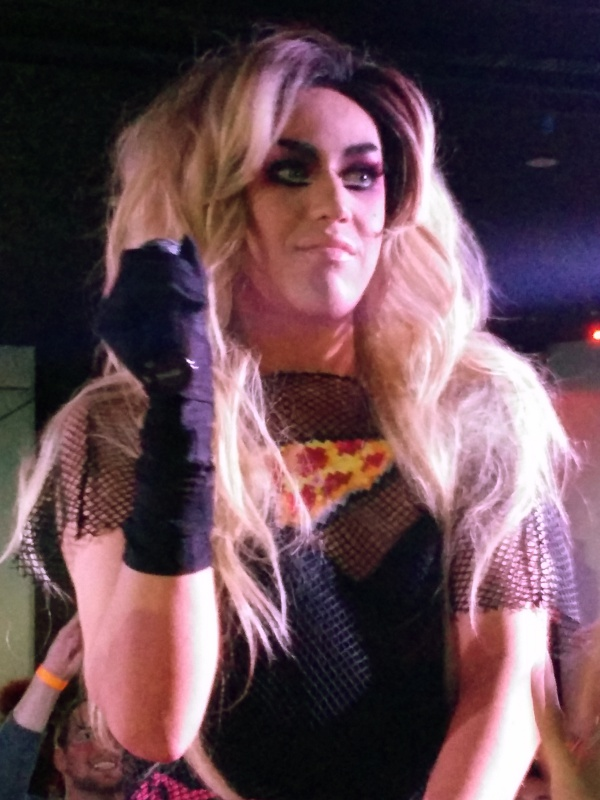
Adore Delano en 2014

En décembre 2013, Logo TV annonce qu'Adore Delano fait partie des 14 drag queens en concurrence pour la sixième saison de RuPaul's Drag Race. Adore avait déjà essayé d'y participer à travers le vote des fans mis en place pour la saison 5, mais finit par perdre face à Penny Tration. Malgré un démarrage plutôt lent dans la compétition, Delano y remporte 3 "main challenges". Elle termine dans le top trois et finit deuxième à égalité avec Courtney Act. Le titre revient à Bianca Del Rio.
Immédiatement après la finale de l'émission, Delano sort le 20 mai 2014 un single intitulé "DTF", issu de son premier album Till Death Do Us Party. Ce dernier sort le 3 juin 2014, et se classe directement à la troisième position du classement américain Dance/Electronic Albums, onzième du classement Independent Albums, et enfin cinquante-neuvième du classement général Billboard 200, faisant de Delano la participante la mieux classée dans un classement musical de l'histoire de l'émission. Elle se consacre par la suite à la promotion de l'album, et sort des clips vidéos pour la majorité des titres de l'album, y compris pour "I Adore U" qui se place à la quarante-neuvième place du classement Billboard Dance/Electronic Songs.
En novembre 2014, Delano annonce qu'elle travaille sur un second album qui devrait être plus sombre que le précédent dans les sujets traités.
Elle apparaît aussi dans une publicité pour Starbucks pour OUTtv avec Bianca Del Rio.

### 2015:Afterparty
En août 2015, elle annonce que son second album, repoussé à 2016, est en réalité un double album contenant 22 titres. Elle chante déjà un de ces nouveaux morceaux sur scène, "I Can't Love You". Le 17 novembre 2015, elle confirme que son prochain album s'intitulera AFTERPARTY, et sortira le 11 mars 2016.

### 2016:Rupaul Drag's Race All StarsSaison 2
Après la sortie de son album, Adore Delano intègre la saison 2 d'All Stars, un spin-off de Rupaul's Drag Race qui permet à d'anciennes prétendantes de remporter la couronne. Malheureusement, après seulement 2 épisode et à la suite de critiques sévères de la juge Michelle Visage ainsi que de la juge invitée Raven-Symoné dans l'épisode 1, Adore Delano décide de quitter la compétition d'elle-même dans l'épisode 2, une première dans l'histoire de Rupaul's Drag Race. En 2018, elle avoue dans une série de tweet que la personnalité la plus « inconfortable » et méchante ayant été invitée dans RuPaul's est Raven-Symoné.
Depuis cet événement, Michelle Visage s'est excusée envers Adore Delano et la considère toujours comme « une Drag-Queen pleine de talent » en précisant « qu'aucune des critiques que je lui ai dites était personnelle et qu'elle se basait uniquement sur sa prestation lors de l'épisode ».

### 2017:Whateveret déboires judiciaires
Le 18 août 2017 sort son troisième album, Whatever plus rock que les précédents suivi par une tournée de 12 dates au Royaume-Uni à l'automne. Le premier single issu de l'album est "Negative Nancy". La chanson "27 Club", dont le clip est publié en juin 2018 et qui fait référence au club des 27, a été écrite alors qu'Adore Delano a passé quelque temps dans une « weird place » à cause de l'usage de drogues.
La même année, elle attaque son ancien manager et sa compagnie, Producer Entertainment Group, les accusant de détournement de fonds à hauteur de 2,5 millions de dollars sur ses recettes d'apparitions et de concerts depuis 2014. Après que la compagnie ait menacé de « détruire sa carrière », elle leur réclame 2,5 millions de dollars de dommages et 1 million de dollars d'intérêts,. La compagnie nie les accusations et lui réclame alors 180 000 dollars de frais de management non payés.
En juin 2018, elle fait la couverture de AltPress, un magazine de rock alternatif. À l’automne 2018, elle fait partie de la tournée ABCD qui se produit au Royaume-Uni pour 4 dates avec les trois autres membres du Top 4 de la saison 6 de RuPaul's Drag Race, Bianca Del Rio, Courtney Act et Darienne Lake. Fin décembre, Delano participe à l'émission, Courtney Act Christmas Special sur Channel 4 avec elles.
En 2019, elle présente son premier one-woman show intitulé A pizza Me pour 6 dates au Royaume-Uni et 1 aux Pays-Bas. En juin, elle apparaît habillée en Katy Perry dans le clip You Need to Calm Down de Taylor Swift aux côtés de plusieurs personnalités queer américaines dont la drag queen Trinity The Tuck, les cinq membres de Queer Eye ou encore la présentatrice Ellen DeGeneres.

## Vie privée
Adore Delano dit dans une interview en 2017 s'identifier comme une personne non-binaire.
En juillet 2023, elle fait son coming out en tant que femme trans.

## Discographie

### Albums studio
| Titre                  | Détails | Meilleures positions | Meilleures positions | Meilleures positions |
| Titre                  | Détails | US Dance             | Billboard 200        | US Indie             |
| ---------------------- | --- | -------------------- | -------------------- | -------------------- |
| Till Death Do Us Party | - Date de sortie : 3 juin 2014 - Label : Sidecar Records Producer Entertainment Group - Format : Téléchargement | 3                    | 59                   | 11                   |
| Afterparty             | - Date de sortie : 11 mars 2016 - Label : Producer Entertainment Group                                          | —                    | —                    | —                    |
| Whatever               | - Date de sortie : 21 août 2017 - Label : Adore Delano LLC                                                      | —                    | —                    | —                    |

## Singles
| Titre                                                | Année | Meilleures positions | Meilleures positions | Album                  |
| Titre                                                | Année | US Hot Dance         | US Digital Dance     | Album                  |
| ---------------------------------------------------- | ----- | -------------------- | -------------------- | ---------------------- |
| DTF                                                  | 2014  | —                    | —                    | Till Death Do Us Party |
| I Adore U                                            | 2014  | 49                   | 34                   | Till Death Do Us Party |
| Party                                                | 2014  | —                    | —                    | Till Death Do Us Party |
| Hello, I Love You                                    | 2014  | —                    | —                    | Till Death Do Us Party |
| I Look Fuckin' Cool (en duo avec Alaska Thunderfuck) | 2014  | —                    | —                    | Till Death Do Us Party |
| My Address Is Hollywood                              | 2014  | —                    | —                    | Till Death Do Us Party |
| Jump the Gun                                         | 2015  | —                    | —                    | Till Death Do Us Party |
| Give Me Tonight                                      | 2015  | —                    | —                    | Till Death Do Us Party |
| Dynamite                                             | 2016  | —                    | —                    | Afterparty             |
| Take Me There                                        | 2016  | —                    | —                    | Afterparty             |

### Clips
| Titre                                                                                                 | Année | Réalisateur     |
| --- | ----- | --------------- |
| "24/7" (en duo avec Diamonique)                                                                       | 2009  | Streetlight     |
| "Superstar"                                                                                           | 2014  | Danny Noriega   |
| "Oh No She Better Don't" (RuPaul avec le casting de la saison 6 de RuPaul's Drag Race)                | 2014  | Eve & Trina     |
| "Sissy That Walk" (RuPaul avec les trois autres demi-finalistes de la saison 6 de RuPaul's Drag Race) | 2014  | Steven Corfe    |
| "DTF"                                                                                                 | 2014  | Michael Serrato |
| "I Adore U"                                                                                           | 2014  | Ben Simkins     |
| "Party"                                                                                               | 2014  | Peter Breeze    |
| "Hello, I Love You"                                                                                   | 2014  | Ben Simkins     |
| "I Look Fuckin' Cool"                                                                                 | 2014  | Ben Simkins     |
| "My Address Is Hollywood"                                                                             | 2014  | Jayson Whitmore |
| "Jump the Gun"                                                                                        | 2015  | Josef J. Weber  |
| "Give Me Tonight"                                                                                     | 2015  | Jayson Whitmore |
| "Dynamite"                                                                                            | 2016  | Ben Simkins     |
| "Negative Nancy"                                                                                      | 2017  | Ben Simkins     |
| "Whole 9 Yards"                                                                                       | 2017  |                 |
| "27 clubs"                                                                                            | 2018  | Ben Simkins     |

## Filmographie

### Films
| Titre        | Année | Réalisateur      | Rôle      | Notes                                                    | Ref.   |
| ------------ | ----- | ---------------- | --------- | -------------------------------------------------------- | ------ |
| Dragged      | 2015  | Christopher Birk | Elle-même | En production                                            |        |
| TupiniQueens | 2015  | João Monteiro    | Elle-même | Documentaire à propos de la vie de drag queen au Brésil. | [ 42 ] |

### Télévision
| Titre                         | Année | Rôle         | Notes                                               | Ref.   |
| ----------------------------- | ----- | ------------ | --------------------------------------------------- | ------ |
| American Idol                 | 2008  | Elle-même    |                                                     | [ 43 ] |
| The Ellen DeGeneres Show      | 2008  | Elle-même    |                                                     | [ 3 ]  |
| RuPaul's Drag Race            | 2014  | Elle-même    | RuPaul's Drag Race (saison 6) – Concurrent          | [ 43 ] |
| RuPaul's Drag Race: Untucked  | 2014  | Elle-même    |                                                     | [ 43 ] |
| Chasing Life                  | 2015  | Adore Delano |                                                     |        |
| RuPaul's Drag Race: All Stars | 2016  | Elle-même    | RuPaul's Drag Race: All Stars (saison 2) - candidat |        |

### Web séries
| Titre              | Année | Rôle      | Notes                   | Ref.   |
| ------------------ | ----- | --------- | ----------------------- | ------ |
| Let the Music Play | 2014  | Elle-même |                         | [ 44 ] |
| Hey Qween          | 2015  | Elle-même | Épisode: "Adore Delano" |        |